# Sopranissimový saxofon

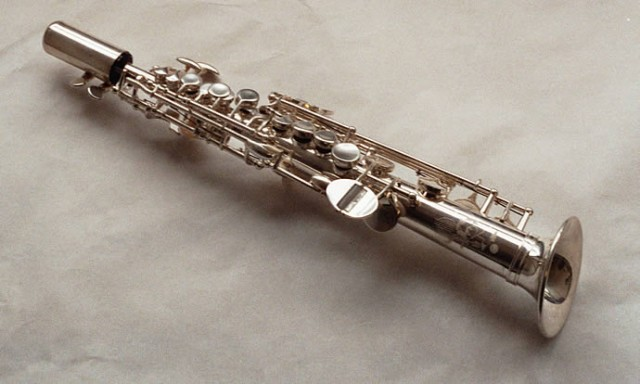
Sopranissimový saxofon

Sopranissimový saxofon (též soprillový) je nejmenší ze saxofonové rodiny. Je naladěný v B, o oktávu výše než sopránový. Z důvodu obtížnosti tvorby takto malého nástroje (soprillo je jen 30,48 cm dlouhý, 33,02 cm s náustkem) je to teprve nedávno, kdy bylo vyrobeno pravé soprillo. Extrémně malý náustek způsobuje, že se na soprillo velmi obtížně hraje. Soprilla mají velmi nízký podíl na trhu, z toho důvodu jsou dražší než častější saxofony, například altový či tenorový.
Od roku 2004 jsou soprilla vyráběna německým výrobcem Benediktem Eppelsheimem a cena se pohybuje okolo 52 000 Kč (2 900 dolarů) za kus.